# Андриев, Георге
Георге Андриев (рум. Gheorghe Andriev; 15 апреля 1968, Каркалиу) — румынский гребец-каноист, выступал за сборную Румынии в конце 1980-х — начале 2000-х годов. Бронзовый призёр летних Олимпийских игр в Атланте, чемпион Европы и мира, победитель многих регат национального и международного значения.

## Биография
Георге Андриев родился 15 апреля 1968 года в коммуне Каркалиу, жудец Тулча.
Первого серьёзного успеха на взрослом международном уровне добился в 1988 году, когда попал в основной состав румынской национальной сборной и благодаря череде удачных выступлений удостоился права защищать честь страны на летних Олимпийских играх 1988 года в Сеуле — вместе с напарником Григоре Обрежой занял седьмое место на дистанции 500 метров и шестое место на дистанции 1000 метров.
В 1990 году Андриев побывал на чемпионате мира в польской Познани, откуда привёз две награды серебряного достоинства, выигранные в двойках на тысяче и десяти тысячах метрах. Год спустя на мировом первенстве в Париже вновь стал серебряным призёром в зачёте двухместных экипажей на десяти километрах. Будучи одним из лидеров гребной команды Румынии, благополучно прошёл квалификацию на Олимпийские игры 1992 года в Барселоне — на сей раз стартовал в паре с Николаем Журавским, в полукилометровой и километровой гонках в обоих случаях показал в финале четвёртый результат, немного не дотянув до призовых позиций.
На чемпионате мира 1994 года в Мехико Андриев в двойках на пятистах метрах одолел всех своих соперников и завоевал тем самым золотую медаль. Позже отправился представлять страну на Олимпийских играх 1996 года в Атланте, где совместно со своим давним партнёром Григоре Обрежой выиграл в полукилометровом заезде двоек бронзу — на финише их обошли только команды Венгрии и Молдавии.
Став бронзовым олимпийским призёром, Георге Андриев остался в основном составе румынской национальной сборной и продолжил принимать участие в крупнейших международных регатах. Так, в 1998 году он выступил на чемпионате мира в венгерском Сегеде, получив там серебряные медали в двойках на тысяче метрах и в четвёрках на пятистах метрах. В следующем сезоне на чемпионате Европы в хорватском Загребе четырежды поднимался на пьедестал почёта, в том числе взял золото в полукилометровой программе каноэ-двоек. В то время как на мировом первенстве в Милане со своим четырёхместным экипажем стал бронзовым призёром на дистанции 200 метров и серебряным призёром на дистанции 500 метров. Последний раз показал сколько-нибудь значимые результаты в 2000 году на европейском первенстве в Познани, когда добавил в послужной список серебро, выигранное среди четвёрок на пятистах и тысяче метрах. Вскоре по окончании этих соревнований принял решение завершить карьеру профессионального спортсмена, уступив место в сборной молодым румынским гребцам.